# Tomas Radzinevičius
Tomas Radzinevičius (Marijampolė, 5 giugno 1981) è un calciatore lituano, attaccante del Nová Ves.

## Carriera

### Club
Dopo aver giocato per anni in patria, sfiorando il titolo di capocannoniere nel 2005 (25 reti), si trasferisce in Repubblica Ceca, allo Slovan Liberec, che per il suo cartellino sborsa l'equivalente di 450000 €. Gioca 4 incontri al suo primo anno, vincendo da comparsa il campionato ceco del 2006, il secondo nella storia del club di Liberec. È ceduto più volte in prestito dallo Slovan alle altre squadre di massima divisione ceca, ma le sue prestazioni non convincono. Nell'estate del 2009, scade il contratto tra Radzinevicius e il club ceco, che lo lascia partire a titolo gratuito verso la Polonia. Una dozzina di presenze in Ekstraklasa e la punta lituana fa ritorno in Cechia: veste le maglie di tre club diversi in seconda divisione prima di accasarsi all'Opava, sempre in seconda serie. Nell'annata 2011-2012, Radzinevičius marca 11 gol in 27 match convincendo il club slesiano a tenerlo per un altro anno. Nel 2013, torna al Suduva, dove era partito otto anni prima. Torna subito alla sua media di una rete ogni due partite, segnando diverse triplette nell'anno 2015, reti che gli consentono di vincere il titolo di miglior marcatore del campionato lituano a 34 anni con 28 centri in 33 giornate.
Ha segnato più di 150 gol in carriera. Vanta 5 presenze e 1 gol in Coppa UEFA/Europa League.

### Nazionale
Esordisce il 12 dicembre 2003 contro la Lettonia (2-1).

## Palmarès

### Club

#### Competizioni nazionali
- Campionato ceco: 1

Slovan Liberec: 2005-2006

### Nazionale
- Coppa del Baltico: 1

2005

### Individuale
- Capocannoniere dell'A Lyga: 1

2015 (28 gol)